# KkStB 18 sorozatú szerkocsi
A kkStB 18 sorozatú szerkocsi egy háromtengelyes szerkocsi sorozata volt az osztrák Császári és Királyi Osztrák Államvasutaknál (k.k. Staatsbahn, kkStB), melyek eredetileg az Istrianer Staatsbahn-tól származtak.
Az Istrianer Staatsbahn ezeket a szerkocsikat a BJ II mozdonyaihoz vásárolta. A 10 db szerkocsiból hatot a Floridsdorfi Mozdonygyár, négyet pedig a Mödlingi Mozdonygyár épített. A kocsik a 101-110 pályaszámokat kapták.
A kkStB-nél a 18.01-10 pályaszámtartományba kerültek.
| Istrianer Staatsbahn 101–110 / kkStB 14 sorozatú szerkocsi | Istrianer Staatsbahn 101–110 / kkStB 14 sorozatú szerkocsi | Istrianer Staatsbahn 101–110 / kkStB 14 sorozatú szerkocsi |
| Műszaki adatok                                             | Műszaki adatok                                             | Műszaki adatok                                             |
| ---------------------------------------------------------- | ---------------------------------------------------------- | ---------------------------------------------------------- |
| Tengelyek száma:                                           | 3                                                          | 3                                                          |
| Tengelytávolság:                                           | 3000 mm                                                    | 3000 mm                                                    |
| Kerékátmérő:                                               | 1086 mm                                                    | 1086 mm                                                    |
| Vízkészlet                                                 | 9,5 m³                                                     | 9,5 m³                                                     |
| Tüzelőanyagkészlet:                                        | 8,0 m³ szén                                                | 8,0 m³ szén                                                |
| Üres tömeg:                                                | 13,5 t                                                     | 13,5 t                                                     |
| Szolgálati tömeg:                                          | 28,0 t                                                     | 28,0 t                                                     |
| Kapcsolt mozdonyok típusa:                                 | BJ II                                                      | BJ II                                                      |

## Fordítás
- Ez a szócikk részben vagy egészben  a   kkStB Tenderreihe 18 című német Wikipédia-szócikk fordításán alapul.  Az eredeti cikk szerkesztőit annak laptörténete sorolja fel. Ez a jelzés csupán a megfogalmazás eredetét és a szerzői jogokat jelzi, nem szolgál a cikkben szereplő információk forrásmegjelöléseként.